# Heiterwand
Heiterwand är en ås i Österrike.   Den ligger i förbundslandet Tyrolen, i den västra delen av landet, 400 km väster om huvudstaden Wien.
I omgivningarna runt Heiterwand växer i huvudsak barrskog. Runt Heiterwand är det ganska glesbefolkat, med 35 invånare per kvadratkilometer.